# Greenhill (Dorset)

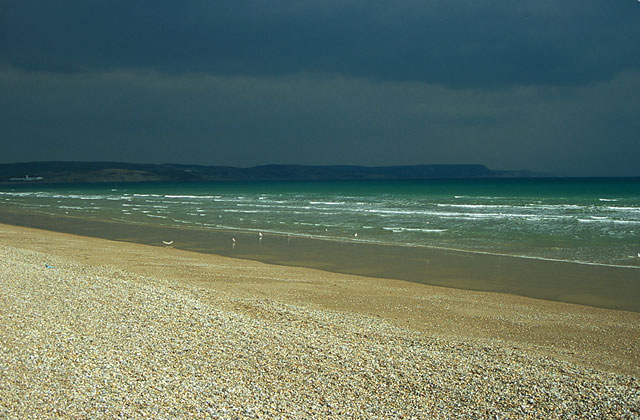
The beach at Greenhill, Weymouth, Dorset.

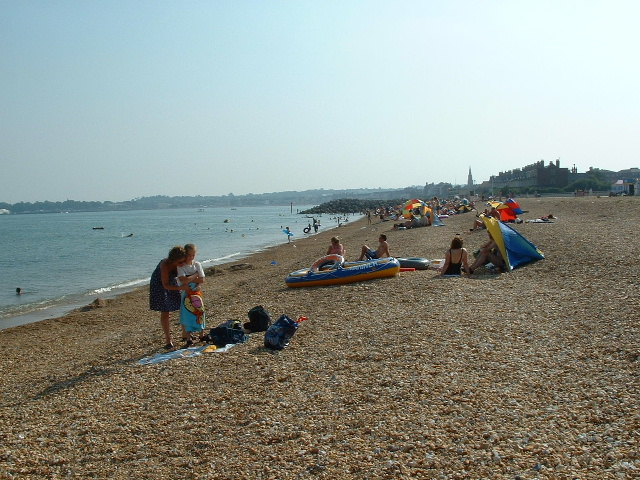
View on the beach looking southwest towards central Weymouth.

Greenhill es un suburbio de la localidad de Weymouth, en el condado de Dorset, en el sur de Inglaterra (Reino Unido). Cuenta con playas sobre el Canal de la Mancha.